# Liten vattenhyacint
Liten vattenhyacint (Eichhornia natans) är en art i familjen vattenhyacintväxter och förekommer naturligt i tropiska Afrika och på Madagaskar.  I Sverige odlas arten ibland som akvarieväxt.

## Synonymer
- Pontederia natans P.Beauv.